# Okręty szpitalne typu Mercy
Okręty szpitalne typu Mercy – typ dwóch amerykańskich okrętów szpitalnych, zbudowanych w latach 70. XX wieku w stoczni National Steel and Shipbuilding Company w San Diego, w Kalifornii jako zbiornikowce. Statki zostały przebudowane na okręty szpitalne w latach 80. i dostarczone Marynarce Wojennej Stanów Zjednoczonych w latach 1986-1987. Mercy, znaczy po angielsku litość.
Zadaniem okrętów jest zapewnienie opieki zdrowotnej żołnierzom amerykańskich sił zbrojnych biorących udział w operacjach wojskowych, a także udzielanie pomocy medycznej w ramach pomocy humanitarnej w czasie pokoju. Okręty były zaangażowane w wielu operacjach, m.in. podczas I i II wojny w Zatoce Perskiej w latach 1990-1991 i 2003, operacji „Utrzymać Demokrację” (Uphold Democracy) na Haiti w 1994 roku, po przejściu huraganu Katrina w 2005 roku, a także po trzęsieniach ziemi na Oceanie Indyjskim w 2004 i na Haiti w 2010 roku. Oba okręty pozostają nadal w służbie.

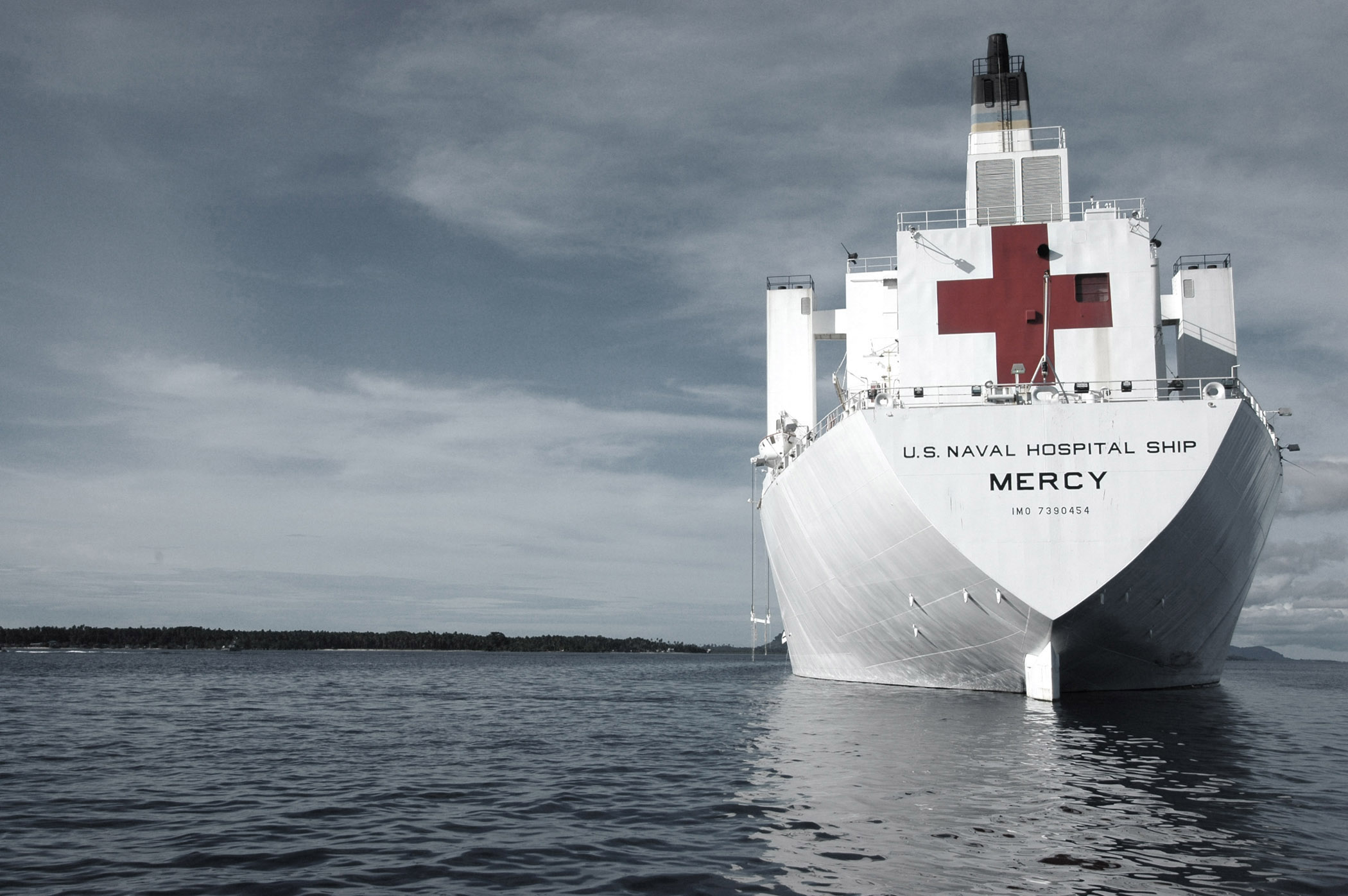
USNS „Mercy” u wybrzeży Filipin w 2006 roku

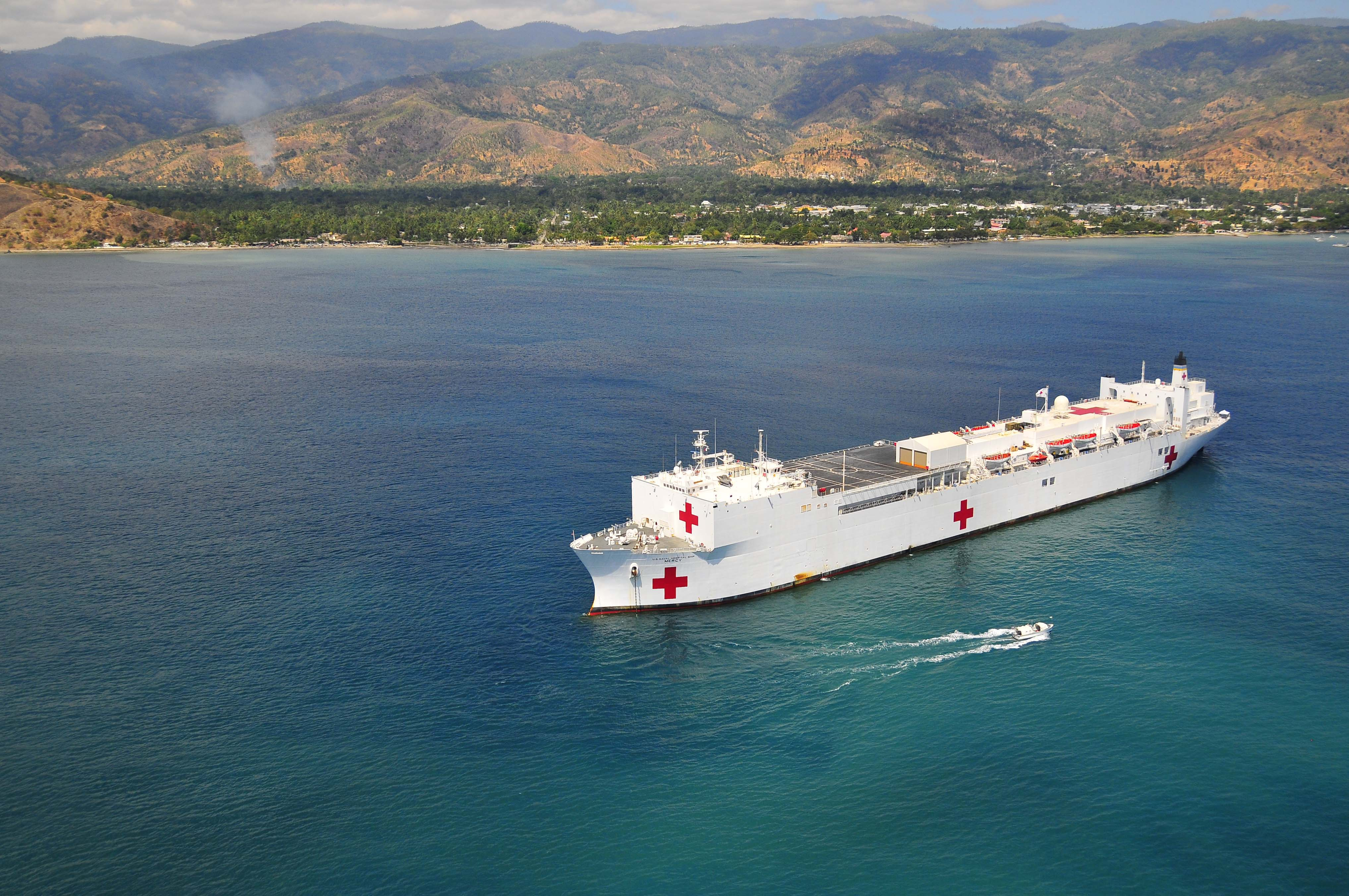
USNS „Mercy” w okolicach Dili

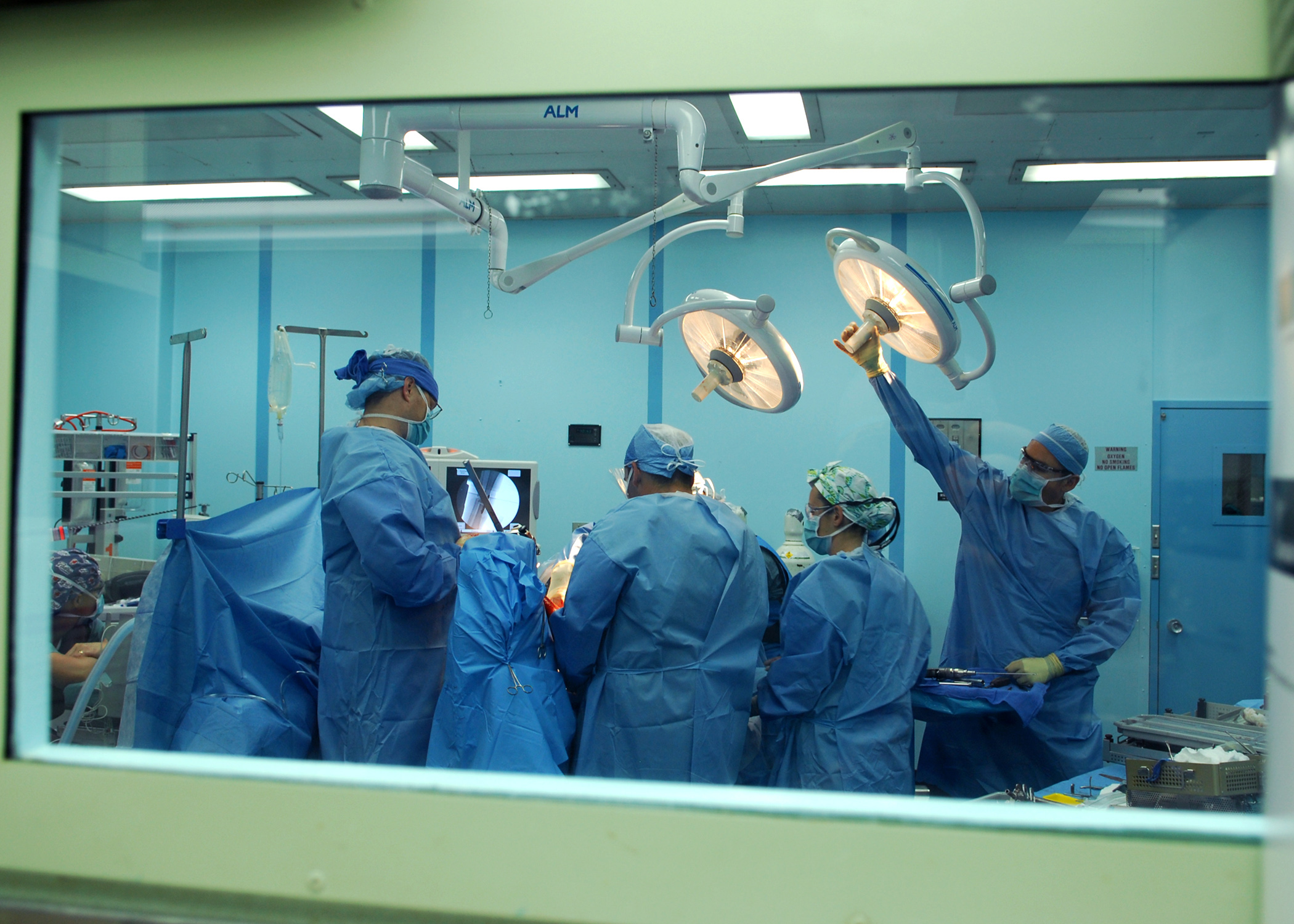
Operacja na pokładzie USNS „Mercy”

Na każdym z okrętów znajduje się m.in. 1000 łóżek, 12 sal operacyjnych, urządzenia do badań radiologicznych, laboratorium medyczne, apteka, laboratorium optometryczne oraz tomograf.
Obie jednostki oraz ich personel są nieuzbrojone. Zakłada się, że broń nie jest potrzebna. Zgodnie z postanowieniami konwencji genewskich ostrzelanie każdego obiektu legitymującego się czerwonym krzyżem byłoby zbrodnią wojenną.

## Okręty
- USNS „Mercy” (T-AH-19)
- USNS „Comfort” (T-AH-20)